# Oleg Kucherenko
Oleg Nikoláyevich Kucherenko, también escrito como Oleg Kutscherenko –en ruso, Олег Николаевич Кучеренко– (Krasny Luch, URSS, 20 de diciembre de 1968), es un deportista alemán de origen ucraniano que compitió para la Unión Soviética en lucha grecorromana.
Participó en dos Juegos Olímpicos de Verano, obteniendo una medalla de oro en Barcelona 1992, en la categoría de 48 kg, y el 12.º lugar en Atlanta 1996.
Ganó dos medallas de oro en el Campeonato Mundial de Lucha, en los años 1989 y 1990, y tres medallas en el Campeonato Europeo de Lucha entre los años 1989 y 1995.

## Palmarés internacional
| Representando a la URSS           |                    |                   |           |
| Campeonato Mundial                |                    |                   |           |
| Año                               | Lugar              | Medalla           | Categoría |
| 1989                              | Martigny (Suiza)   | Medalla de oro    | 48 kg     |
| 1990                              | Ostia (Italia)     | Medalla de oro    | 48 kg     |
| Campeonato Europeo                |                    |                   |           |
| Año                               | Lugar              | Medalla           | Categoría |
| 1989                              | Oulu (Finlandia)   | Medalla de bronce | 48 kg     |
| 1990                              | Poznań (Polonia)   | Medalla de plata  | 52 kg     |
| Representando al Equipo Unificado |                    |                   |           |
| Juegos Olímpicos                  |                    |                   |           |
| Año                               | Lugar              | Medalla           | Categoría |
| 1992                              | Barcelona (España) | Medalla de oro    | 48 kg     |
| Representando a Alemania          |                    |                   |           |
| Campeonato Europeo                |                    |                   |           |
| Año                               | Lugar              | Medalla           | Categoría |
| 1995                              | Besanzón (Francia) | Medalla de bronce | 48 kg     |